# Slavonie orientale, Baranya et Syrmie occidentale
Pour les articles homonymes, voir Baranya (homonymie).

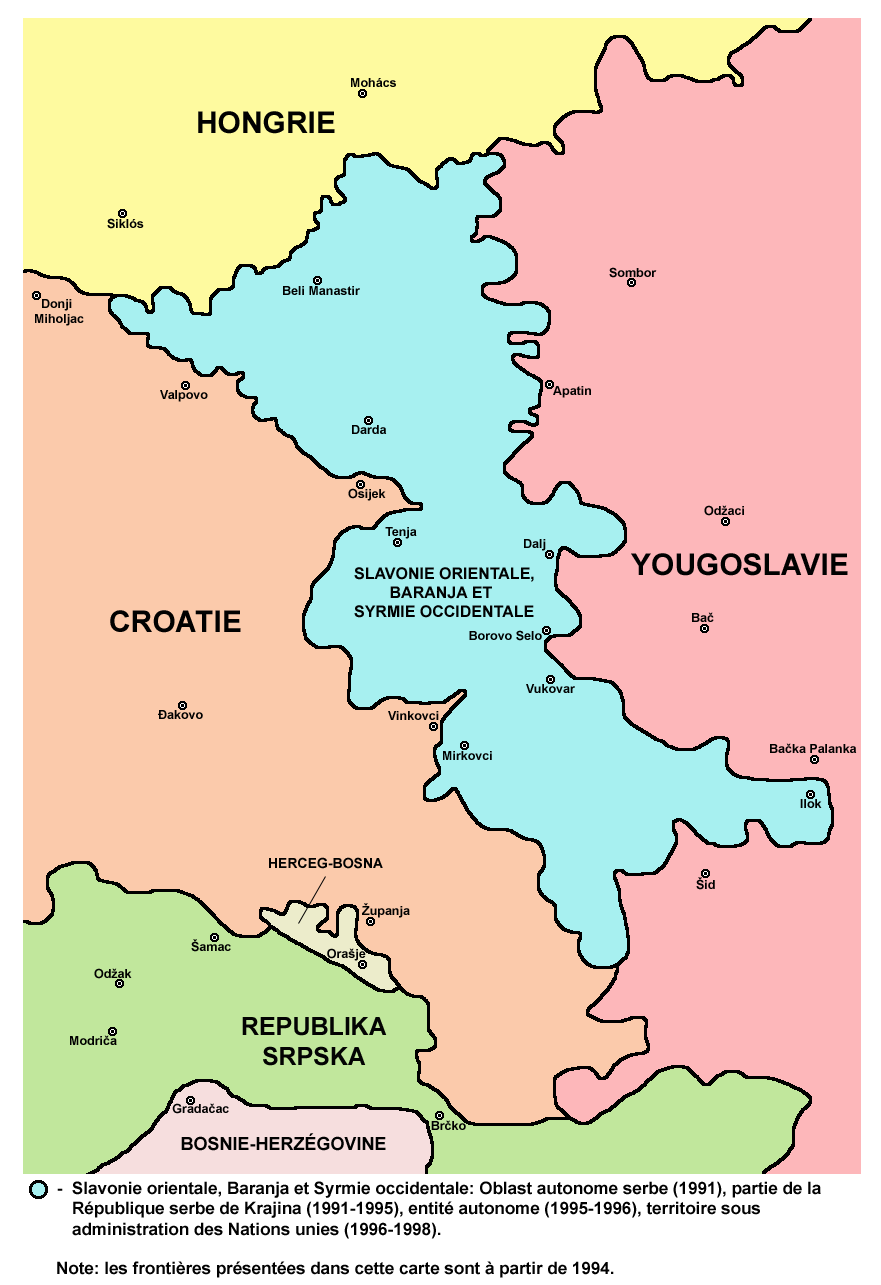
Carte de la Slavonie orientale, Baranya et Syrmie occidentale

Armoiries.

La Slavonie orientale, Baranya et Syrmie occidentale ou encore Région autonome serbe de Slavonie orientale, Baranya et Syrmie occidentale (en serbe: Istočna Slavonija, Baranja i Zapadni Srem/Источна Славонија, Барања и Западни Срем) était une région autonome serbe de l'Est de la Croatie. Elle fut intégrée à la République serbe de Krajina entre 1991 et 1995 puis resta sous contrôle de l'ATNUSO (UNTAES en anglais) jusqu'en 1998, date à laquelle elle fut réintégrée pacifiquement à la Croatie.
Elle comprenait les régions de Syrmie occidentale (région de Vukovar), de Baranya (Baranya du sud, région de Beli Manastir) et une toute petite partie de la région géographique de Slavonie.

## Histoire
De même que la République serbe de Krajina, la Slavonie orientale fut créée par les Serbes en réponse à la déclaration d'indépendance de la Slovénie et de la Croatie le 25 juin 1991. Le 26, son premier président, Goran Hadžić, est nommé. Très vite, la région intègre la République serbe de Krajina jusqu'en 1995.
À la mi-1995, l'armée croate lance l'opération Tempête qui a pour but de restaurer le contrôle du territoire croate. Cette opération est un succès car elle permet la disparition de la République serbe de Krajina, à l'exception de la Slavonie orientale. Les accords de Dayton prévoient alors que la réintégration de ce territoire se fera sous la juridiction croate. L'accord d'Erdut est alors signé entre la Croatie et les représentants de la Slavonie orientale. Cet accord, débutant le 15 janvier 1996 et prévu pour durer un an, organise la démilitarisation de la région et sa réintégration pacifique à la Croatie sous l'observation d'une force de protection des Nations unies, l'ATNUSO, composée de 4 800 soldats, 400 policiers et 99 observateurs. Finalement, l'accord est prolongé d'un an sous le contrôle de 180 civils des Nations unies.
La région était parfois appelée Podunavska Krajina par les Serbes et Hrvatsko Podunavlje par les Croates. Entre 1995 et 1996, elle portait le nom nouveau: "Région de Syrmie et Baranya" (en serbe: Sremsko-baranjska oblast). Entre 1996 et 1998, elle portait le nom définitif: "Slavonie orientale, Baranya et Syrmie occidentale" (en serbe: Istočna Slavonija, Baranja i Zapadni Srem).

## Géographie
La Slavonie orientale se situait en Europe centrale, au nord des Balkans, dans le sud de la plaine de Pannonie. Elle avait des frontières avec la Yougoslavie à l'est, la Croatie au sud et à l'ouest et la Hongrie au nord. Le Danube constituait sa frontière avec la Yougoslavie.
Le territoire était formé par une partie de la plaine de Pannonie composée de terrains agricoles fertiles.

## Population
Avant la guerre d'indépendance de la Croatie, la population était composée de 90 454 Croates (47 %), 61 492 Serbes (32 %) et 40 217 d'autres ethnies (21 %).
Les principales villes étaient Vukovar et Beli Manastir.
Le territoire était découpé en cinq municipalités : Beli Manastir (en Baranya), Dalj, Tenja (en Slavonie orientale), Vukovar et Mirkovci (en Syrmie occidentale).